# SN 2006nw
SN 2006nw – supernowa typu Ia odkryta 31 października 2006 roku w galaktyce A020255-0032. W momencie odkrycia miała maksymalną jasność 21,30m.